# Комитет по оперативному управлению народным хозяйством СССР
Комитет по оперативному управлению народным хозяйством СССР (КОУНХ) — временный орган государственного управления СССР, исполнявший функции органа исполнительной власти после отставки Кабинета Министров СССР 28 августа 1991 года.

## История
22 августа 1991 года в связи с участием премьер-министра СССР В. С. Павлова в деятельности ГКЧП, Президент СССР М. С. Горбачёв издал указ об отставке Павлова и внёс его на рассмотрение сессии Верховного Совета СССР.
24 августа 1991 г. Президент СССР М. С. Горбачёв подписал указ, в котором поставил перед Верховным Советом СССР вопрос о доверии Кабинету Министров СССР и постановил для организации совместно с республиками оперативного управления народным хозяйством страны создать Комитет во главе с И. С. Силаевым (руководитель), А. И. Вольским, Ю. М. Лужковым, Г. А. Явлинским (заместители).
28 августа 1991 г. Верховный Совет СССР постановлением № 2366-I утвердил отставку Павлова, что влекло за собой отставку Кабинета Министров, а затем постановлением № 2367-I впредь до образования нового состава Кабинета Министров возложил функции правительства СССР на Комитет по оперативному управлению народным хозяйством СССР во главе с И. С. Силаевым.
Законом СССР от 5 сентября 1991 г. «Об органах государственной власти и управления Союза ССР в переходный период» для координации управления народным хозяйством, согласованного проведения экономических реформ и социальной политики создан Межреспубликанский экономический комитет СССР. До его формирования, функции текущего управления экономической и социальной жизнью страны были возложены на Комитет по оперативному управлению народным хозяйством СССР. Однако, спустя два месяца МЭК был реорганизован в Межгосударственный экономический комитет Экономического сообщества между союзными республиками и республиками, заявившими о выходе из состава Союза ССР. 
После назначения председателя Межреспубликанского экономического комитета СССР указом Президента СССР от 20 сентября 1991 г., Комитет по оперативному управлению народным хозяйством СССР продолжал работу по регулированию экономических вопросов на территории СССР. 19 декабря 1991 г. указом Президента РСФСР Комитет по оперативному управлению народным хозяйством СССР был упразднён, после чего руководство указанного ведомства самоустранилось.. Согласно этому документу, деятельность данного органа на территории республики прекращалась, а его аппарат и другие структуры передавались в ведение правительства региона. Однако, поскольку подписанного Горбачёвым акта с таким распоряжением издано не было, с точки зрения союзных властей комитет продолжал существовать вплоть до принятия декларации о прекращении существования СССР (26 декабря 1991).

## Руководство Комитета
Руководитель Комитета
- Силаев Иван Степанович (24 августа — 19 или 26 декабря 1991)

Заместители Руководителя Комитета
1. Вольский Аркадий Иванович (24 августа — 19 или 26 декабря 1991)
2. Лужков Юрий Михайлович (24 августа — не позднее 29 октября 1991[9])
3. Явлинский Григорий Алексеевич (24 августа — 19 или 26 декабря 1991)

## Управление хозяйством страны
В период между отставкой Кабинета Министров СССР и создания МЭК (28 августа — 5 сентября 1991 г.) действовали только четыре союзных министра: Бакатин Вадим Викторович — Председатель Комитета государственной безопасности СССР, Шапошников Евгений Иванович — Министр обороны СССР, Баранников Виктор Павлович — Министр внутренних дел СССР (все трое назначены указами Президента СССР от 23 августа 1991 г. ещё в качестве членов Кабинета Министров СССР, но согласие на их назначение дано постановлением Верховного Совета СССР от 29 августа 1991 г. № 2370-I уже после отставки всего состава Кабинета Министров), Панкин Борис Дмитриевич — де-факто Министр иностранных дел СССР (назначен Указом Президента СССР от 28 августа 1991 г. № УП-2482, но не был утверждён Верховным Советом СССР).
Кроме того, распоряжением Руководителя Комитета по оперативному управлению народным хозяйством СССР, Председателя Совета Министров РСФСР Ивана Силаева от 26 августа 1991 г. № 1 обязанности по управлению наиболее важными министерствами и ведомствами СССР, по согласованию с Президентом СССР М. С. Горбачёвым, впредь до назначения нового руководства, возложены на соответствующих членов Правительства и должностных лиц РСФСР:
1. Министерство экономики и прогнозирования СССР — Сабуров Евгений Федорович (Министр экономики РСФСР)
2. Министерство финансов СССР — Лазарев Игорь Николаевич (Министр финансов РСФСР)
3. Министерство торговли СССР — Хлыстов Александр Федорович (Министр торговли РСФСР)
4. Госбанк СССР — Зверев Андрей Викторович (заместитель Министра финансов РСФСР)
5. Внешэкономбанк СССР — Телегин Валерий Михайлович (председатель правления Банка внешней торговли РСФСР)
6. Аппарат Кабинета Министров СССР — Захарова Алла Анатольевна (руководитель Секретариата Председателя Совета Министров РСФСР)[10].

Однако, уже 28 августа постановлением КОУНХ СССР № 1 руководство министерствами и ведомствами СССР, у которых не были назначены новые руководители после отставки Кабинета Министров, было возложено на первых заместителей министров и первых заместителей руководителей ведомств, ведающих общими вопросами. Виктор Геращенко оставался председателем Госбанка СССР до 26 декабря 1991 года.
23 сентября Силаев направил Президенту РСФСР Борису Ельцину письмо с просьбой приостановить действие своих указов, касающихся передачи союзной собственности в собственность России.
2 ноября 1991 года была создана Межреспубликанская продовольственная комиссия, которую возглавил член КОУНХ Геннадий Кулик.